# Fernand Augereau

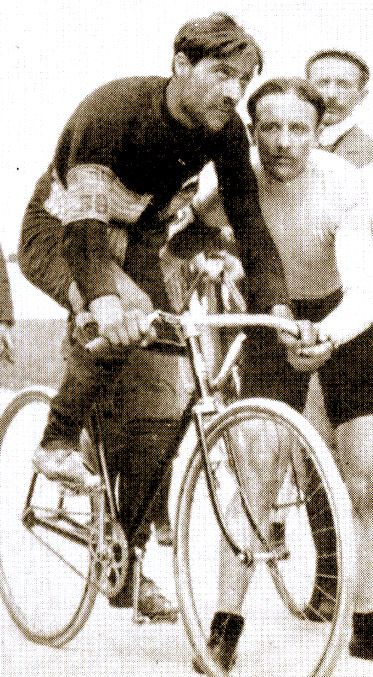
Fernand Augereau.

Fernand Augereau (Naintré, 1882-Combrée, 1958) fue un ciclista francés cuya carrera profesional se desarrolló entre los años 1902 y 1911.

## Biografía
Fue ciclista profesional de 1902 a 1911. Coureur de grande taille et de forte corpulence, il est plutôt rouleur
En la etapa de Burdeos-Nantes del Tour de Francia 1903, Augereau tiene una pelea verbal con Maurice Garin y Lucien Pothier, quienes le tienden una emboscada destruyendo su bicicleta. Acabó tercero en esa edición.
El año siguiente, ganó la Burdeos-París después de la descalificación de los cuatro primeros.
Se casó el 4 de abril de 1942 en Châtellerault con Jeanne Andrée Thibault.

## Palmarés
1903
- 3.º en el Tour de Francia

1904
- Burdeos-París